# Bradley Danger
Bradley Danger, né le 29 janvier 1998 à Mont-Saint-Aignan en Seine-Maritime, est un footballeur français qui évolue aux postes de défenseur central, arrière droit et milieu défensif au Red Star FC.

## Biographie
Avec l'équipe de France des moins de 17 ans de football, il remporte le championnat d'Europe en 2015, en battant l'Allemagne.
Il n'est cependant pas appelé pour participer à la Coupe du monde.
À seulement 17 ans, il évolue déjà avec la réserve du Havre AC en CFA 2 puis à 18 ans il joue en CFA, toujours avec la réserve du Havre AC.
Au vu de ses performances en club, il est régulièrement appelé en équipe de France des moins de 19 ans. Avec cette-dernière il joue le tour qualificatif de l'Euro 2017 des moins de 19 ans, en octobre 2016.
En 2018, il signe au Havre AC son premier contrat professionnel, et est prêté dans la foulée à l’US Avranches (en National 1, une division en dessous du Havre AC) afin d’acquérir du temps de jeu. Après une saison en prêt, il est définitivement transféré à Avranches.
En mai 2020, arrivé en fin de contrat avec Avranches, il s'engage pour une année (plus une en option en cas de maintien) avec Chambly.

## Palmarès

### En sélection
- Avec la France -17 ans, il remporte l'Euro U17 en 2015.
- Avec la France -18 ans, il remporte la Copa del Atlántico en février 2016.